# Leon Ockenden
Leon Ockenden (* 1978 in Cornwall) ist ein britischer Schauspieler.

## Leben
Ockenden wuchs in Looe, Cornwall auf. Er verließ die Schule im Alter von 16 Jahren, um Bäcker zu werden. Nachdem er ein Jahr lang in Hotels in Schweden und Deutschland gearbeitet hatte, kehrte er nach Großbritannien zurück, um als Konditor im Hilton Hotel an der Londoner Park Lane zu arbeiten. Er studierte Darstellende Kunst am College of Further Education in Plymouth. Anschließend erhielt er ein Stipendium an der London Academy of Music and Dramatic Art, wo er einen dreijährigen Schauspielkurs absolvierte und 2003 seinen Abschluss machte.
Ockenden trat in der britisch-australischen Dramaserie Tripping Over auf und spielte einen Zimmermann namens Callum. Er synchronisierte und verkörperte die Rolle des FBI-Agent Norman Jayden in Heavy Rain. Bevor die Show 2015 abgesagt wurde, war er Stammgast der britischen Dramaserie Waterloo Road, in der er die Rolle des Hector Reid spielte, ein lustiger und manchmal vitriolischer Sportlehrer.
Ockenden heiratete am 24. Oktober 2010 die Schauspielerin Vanessa Hehir. Sie haben eine Tochter.

## Filmografie (Auswahl)

### Filme
| Jahr | Titel              | Rolle             | Anmerkungen    |
| ---- | ------------------ | ----------------- | -------------- |
| 2005 | Vegabond Shoes     | Kellner           | Kurzfilm       |
| 2009 | Mr. Right          | Lawrence          |                |
| 2009 | Dread              | Jimmy Cake        |                |
| 2011 | Baroque            | Liebender/Kämpfer | Kurzfilm       |
| 2012 | Red Tails          | Co-Pilot          |                |
| 2013 | The Cosmonaut      | Stas              |                |
| 2013 | Don't Miss the Cup | Peter             | Kurzfilm       |
| 2015 | Eliana             | Dude              | Kurzfilm       |
| TBA  | Across the River   | Kuchenverkäufer   | Postproduktion |

### Fernsehen
| Jahr       | Titel                                             | Rolle                 | Notizen                                     |
| ---------- | ------------------------------------------------- | --------------------- | ------------------------------------------- |
| 2003       | Judge John Deed                                   | Nick                  | Episode: „Economic Imperative“              |
| 2004       | Inspector Barnaby                                 | Jamie Cruickshank     | Episode: „The Maid in Splendour“            |
| 2004       | Hawking                                           | Rosencrantz           | Fernsehfilm                                 |
| 2004       | Hustle                                            | Simon                 | Episode: „A Touch of Class“                 |
| 2004       | Family Affairs                                    | Sam Taylor            | Regulärserie (Mai bis Dezember)             |
| 2005       | Totally Frank                                     | Miles                 | Episode: „Bed“                              |
| 2006       | Tripping Over                                     | Callum                | 6 Episoden                                  |
| 2007–2008  | Heartbeat                                         | Dr Chris Oakley       | 10 Episoden                                 |
| 2008       | Heroes and Villains                               | Earl of Leicester     | Episode: „Richard the Lionheart“            |
| 2009, 2013 | Casualty                                          | Luke Riley/Adam Ridle | 2 Episoden                                  |
| 2010       | Secret Diary of a Call Girl                       | Connor                | Episode No. 3.7                             |
| 2010       | Identity                                          | DI Terry Eggleston    | Episode: „Chelsea Girl“                     |
| 2010       | New Tricks                                        | Kevin Humphreys       | Episode: „Good Morning Lemmings“            |
| 2012       | Best Possible Taste: The Kenny Everett Story      | Philip                | Fernsehfilm                                 |
| 2012       | Secrets of the Dead                               | Vasily Arkhipov       | Episode: „The Man Who Saved the World“      |
| 2013       | Wüstenherz – Der Trip meines Lebens (Open Desert) | David                 | Fernsehfilm                                 |
| 2013       | The Cosmonaut: Transmedia Experience              | Stas                  | Hauptdarsteller (31 Episoden)               |
| 2014       | Waterloo Road                                     | Hector Reid           | 20 Episoden                                 |
| 2015       | Mr Selfridge                                      | Serge De Bolotoff     | 10 Episoden                                 |
| 2015       | Supreme Tweeter                                   | Tweeter               | Episode: „Follow the Leader“                |
| 2015       | The Coroner                                       | Danny Ball            | Episode: „That’s the Way to Do It“          |
| 2016       | This Morning                                      | Guest Chef            | 10 Episoden, Für Phil Vickery eingesprungen |
| 2016–2017  | Coronation Street                                 | Will Chatterton       | Wiederkehrende Rolle; 40 Episoden           |

### Videospiele
| Jahr | Titel      | Rolle         |
| ---- | ---------- | ------------- |
| 2010 | Heavy Rain | Norman Jayden |

### Musikvideos
| Jahr | Titel  | Künstler       | Rolle |
| ---- | ------ | -------------- | ----- |
| 2005 | Desire | Geri Halliwell | Boss  |

## Theater
- Flare Path (2015)
- Muswell Hill (2012)
- Plague Over England (2008)
- Women Beware Women (2006)
- The Tempest (2006)